# Florida State Road 12
Die Florida State Road 12 (kurz FL 12) ist eine in Ost-West-Richtung verlaufende State Route im US-Bundesstaat Florida.

## Verlauf
Die State Road beginnt an der Florida State Road 20 in Bristol, verläuft ab dort in nordöstlicher Richtung und kreuzt zwischen Greensboro und Quincy die Interstate 10. Westlich von Quincy zweigt die State Road 65 ab und im Zentrum der Stadt trifft sie auf den U.S. Highway 90 sowie auf die Florida State Road 267. Nach 63 Kilometern endet die FL 12 im Zentrum von Havana am U.S. Highway 27 und der Florida State Road 63.